# IC 4085
IC 4085 ist eine elliptische Galaxie vom Hubble-Typ E3?? im Sternbild Jagdhunde am Nordsternhimmel, die schätzungsweise 477 Millionen Lichtjahre von der Milchstraße entfernt ist. 
Entdeckt wurde das Objekt am 21. März 1903 von Max Wolf.